# Schweizerische Bibliothek

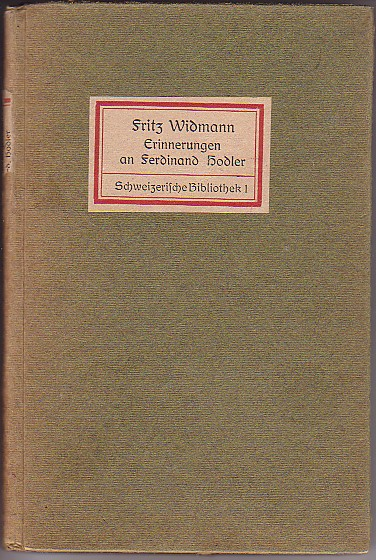
Schweizerische Bibliothek Nr. 1 Fritz Widmann: Ferdinand Hodler

Die Schweizerische Bibliothek ist eine von 1917 bis 1960 in der Schweiz im Rascher Verlag erschienene, von Eduard Korrodi herausgegebene Buchreihe mit deutschschweizerischer Literatur.

## Editionsgeschichte
Vom Verlag Rascher & Co. in Zürich wurde 1917 mit den Erinnerungen an Ferdinand Hodler von Fritz Widmann die Schweizerische Bibliothek (SB) als neue deutschsprachige Buchreihe eröffnet. Bis 1919 folgten weitere 14 Titel bis zu SB 15, Die junge Schweiz (hrsg. von E. Korrodi), um, von einem Intermezzo 1923 mit drei Ausgaben von Novellen Gottfried Kellers (SB 16-18) abgesehen, bis 1940 zu schweigen. In jenem Jahr erschien nur Robert Burns: Liedli. Schwyzertütsch von August Corrodi (SB 19). Erst 1944 schwang sich die Reihe zu einem vier Jahre dauernden, abschließenden Ausgabezyklus mit insgesamt 23 Titeln auf, um dann mit Robert Gilgiens Berge rufen / Vetter Hans – der Band wurde von Willi Schnabel illustriert – endgültig zu verstummen. Zwar gab es 1949 noch einen Band SB 43, aber dies war nur eine Neuauflage der zuvor als SB 38 erschienen Rigireise von Mark Twain. Dieser Band gelangte nochmals 1960 auf den Buchmarkt, bis dann am 28. Mai 1968 der Verlag der Erwerbsabteilung der Schweizerischen Landesbibliothek (heute: Schweizerische Nationalbibliothek) mitteilte, dass die Reihe nicht mehr fortgesetzt wird. Der 1908 gegründete Verlag Rascher & Co. ging schließlich 1973 in Liquidation.

## Inhalt
Da Max Rascher 1918 vom deutschen Verlag Cotta die mit Ablauf des Jahres 1920 erlöschenden Verlagsrechte am Werk Gottfried Kellers erwerben konnte, lag der Schwerpunkt der Reihe bei diesem Autor, von dem schließlich 19 Bändchen mit Novellen vorlagen. Ein weiterer Band bringt Kellers Rezensionen zu Werken von Jeremias Gotthelf (SB 4), und Max Hochdorfs: Gottfried Keller im europäischen Gedanken (SB 14) handelt vom Werk Kellers.
C. F. Meyer ist mit drei Novellen in drei Bändchen vertreten, ebenso wie Jeremias Gotthelf. Schließlich betreffen weitere Titel Schweizer „Klassiker“, wie Goethe und Lavater von Hans Bodmer (SB 2), Pestalozzi. Der Mensch und Dichter im eigenen und zeitgenössischen Urteil (SB 6) und Albrecht von Haller: Die Alpen und andere Gedichte (SB 13).
Weitere Themenschwerpunkte lagen bei Schweizer Dichtkunst: Lyrisches Bekenntnis. Zeitgedichte (SB 5), O mein Vaterland. Die Schweiz im heimischen Liede des 14. bis 20. Jahrhunderts (SB 8) von Gottfried Bohnenblust, und Mundartliteratur, wie Das poetische Zürich von Robert Faesi und Eduard Korrodi (SB 9), Schweizerdeutsche Sprichwörter (SB 3) oder Schweizerdeutsch. Proben schweizerischer Mundart aus alter und neuer Zeit (SB 7).
Der Gesamtcharakter der Reihe kann als deutschschweizerisch betrachtet werden. Mit ihr kommt nicht zuletzt die Überzeugung des Verlegers zum Ausdruck, dass die in der Schweiz publizierte schweizerische Literatur durchaus der in Deutschland erscheinenden ebenbürtig ist.

## Ausstattung, Umfang und Preis

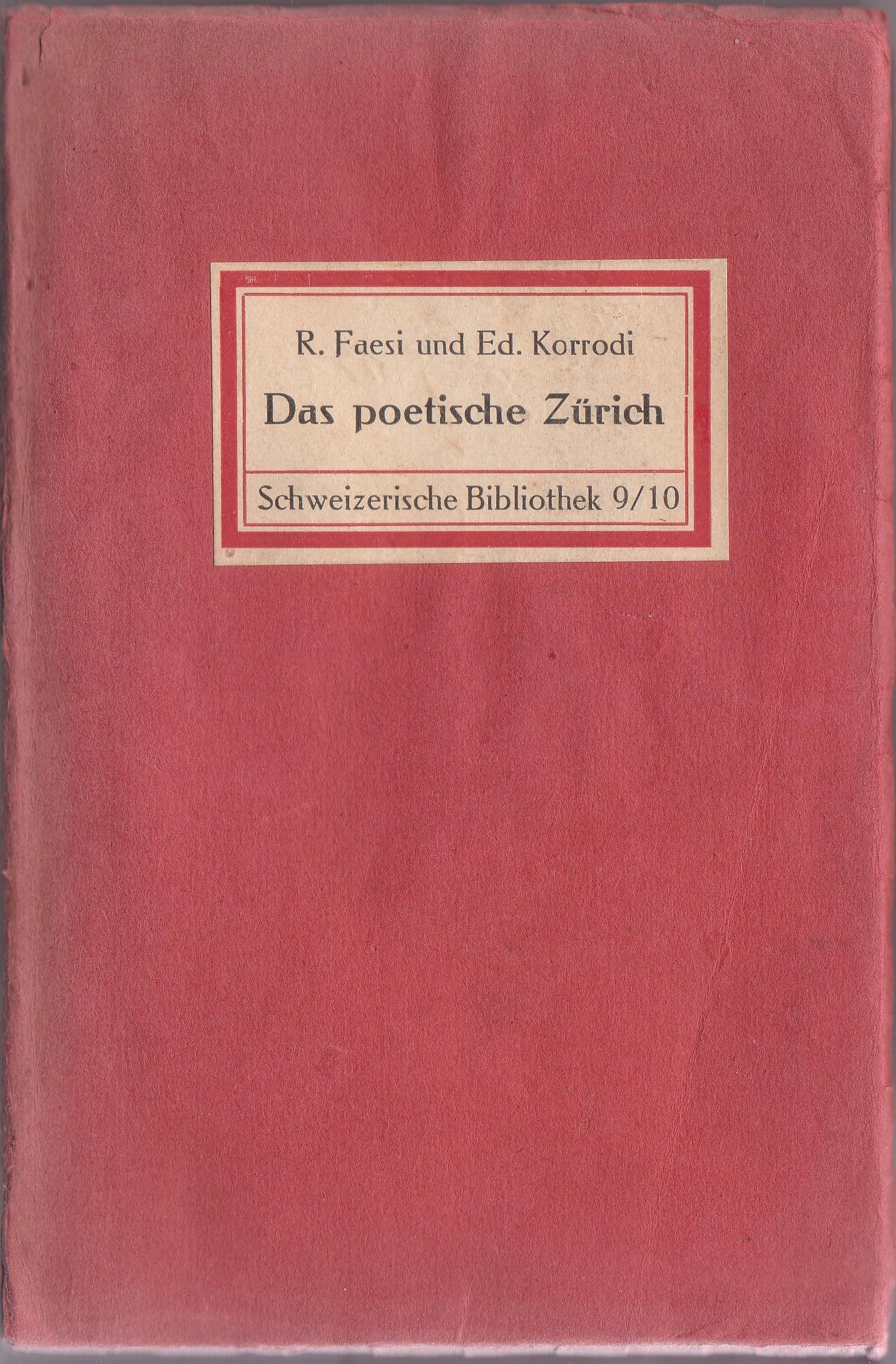
R. Faesi und Ed. Korrodi: Das poetische Zürich (SB 9/10), rote Broschur

Die Reihe lehnte sich in ihrer Ausstattung zunächst der im Leipziger Insel Verlag erschienenen Österreichischen Bibliothek an, die von 1915 bis 1917 als ein Seitenstück der 1912 begründeten Insel-Bücherei verlegt worden war. Diese Reihenverwandtschaft wird vor allem dadurch deutlich, dass von den Titeln 1 bis 9/10 auch rote Broschureinbände, die den Restaufbindungen der Bände der Österreichischen Bibliothek gleichen, vorliegen.
Die ersten Bändchen hatten einheitliche, schlichte hellgrüne Pappeinbände mit rot umrahmten weißen Titelschildern (entspricht den Schweizer Landesfarben), auf denen zusätzlich zum Eintrag des Autors und Buchtitels auch die Bandnummer angegeben ist. Auf dem Buchrücken trugen die Bändchen schmale Rückenschildchen, ebenfalls mit Bandnummer.
Der Einband der Nummern 11 bis 18 war mit kleinen Vignetten versehen, die mit Schweizer Motiven eine Art Bilderbogen bildeten, wobei der Künstler jedoch nicht genannt wurde.
Ab SB 19 (Robert Burns: Liedli) wurde mattes Ganzleinen mit wechselnden Farben zum Einbinden verwandt. Nun wurde der Rückentitel in einfarbiger oder Goldprägung eingedruckt, und es kamen Schutzumschläge, deren Farbe vom Leineneinband abweicht, zum Einsatz. Auf diesen sind Titelvignetten von Viktor Hasslauer vorhanden, der erstmals als ein Buchgestalter in der Reihe im Impressum von SB 36 genannt ist. Bei den späteren Ausgaben ist die Bandnummer weder im Buch, noch auf dem Bucheinband oder dem Schutzumschlag angegeben. Von einigen Titeln liegen auch Ausgaben in Halbleder vor oder kam es zur Verwendung von Umschlagstreifen für Werbezwecke. Schließlich wurden Restbestände früher Titel in späterer Zeit in Leinen gebunden und mit Schutzumschlägen versehen.
Das Verlagssignet des Rascher-Verlags – eine in voller Fahrt befindliche Quadriga – ist auf der oberen Randleiste des Umschlags wiedergegeben.
Mehrere Bände der Reihe, wie die SB 39 bis 41 von Jeremias Gotthelf: Erdbeeri-Mareili, Hans Joggeli der Erbvetter und Michels Brautschau sowie Robert Gilgien Berge rufen / Vetter Hans (SB 42), wurden illustriert. In diesem Falle wurden auch die Titelvignetten von den Illustratoren geschaffen.
Der Umfang der im Oktavformat (8°) erschienenen Bände reichte von minimal 48 (3 Bogen) bis maximal 226 Seiten (15 Bogen); in letzterem Falle wurde der Titel als Doppelband ediert. Die meisten Bändchen gingen aber nicht über 100 Seiten hinaus.
Die Auflage betrug bis zu 5 000 Exemplare. Eine Neuauflage gab es lediglich bei Mark Twains Rigireise.
1919 betrug der Ladenpreis des einfachen, gehefteten Bandes 1,50 Franken, der gebundene kostete 2,50 Franken. 1960 kostete dann der letzte Titel (SB 43) 5,60 Franken.